# Ranald McDonald
Pour les articles homonymes, voir McDonald.
Cet article possède un paronyme, voir Ronald MacDonald.
Ranald John McDonald (né le 21 novembre 1889 - mort le 29 janvier 1950 à Vancouver, dans la province de la Colombie-Britannique au Canada) est un joueur professionnel canadien de hockey sur glace.

## Carrière en club
Le premier match de la première saison de l'Association de hockey de la Côte du Pacifique a lieu le 2 janvier 1912 dans la ville de Victoria, en Colombie-Britannique, entre les Senators de Victoria et les Royals de New Westminster. Devant 2 500 spectateurs, McDonald, joueur des Royals, inscrit le premier but de la PCHA ; il inscrit un total de quatre buts pour la victoire des siens 8-3.

## Statistiques
| Saison    | Équipe                     | Ligue |    | Saison régulière | Saison régulière | Saison régulière | Saison régulière | Saison régulière |   | Séries éliminatoires | Séries éliminatoires | Séries éliminatoires | Séries éliminatoires | Séries éliminatoires |
| Saison    | Équipe                     | Ligue | PJ | B                | A                | Pts              | Pun              | PJ               | B | A                    | Pts                  | Pun                  |                      |                      |
| 1912      | Royals de New Westminster  | PCHA  | 15 | 16               | 0                | 16               | 0                | -                | - | -                    | -                    | -                    |                      |                      |
| 1917-1918 | Millionnaires de Vancouver | PCHA  | 16 | 3                | 0                | 3                | 0                | -                | - | -                    | -                    | -                    |                      |                      |
| 1919      | Metropolitans de Seattle   | PCHA  | 11 | 2                | 0                | 2                | 0                | -                | - | -                    | -                    | -                    |                      |                      |